# Baillie Scott

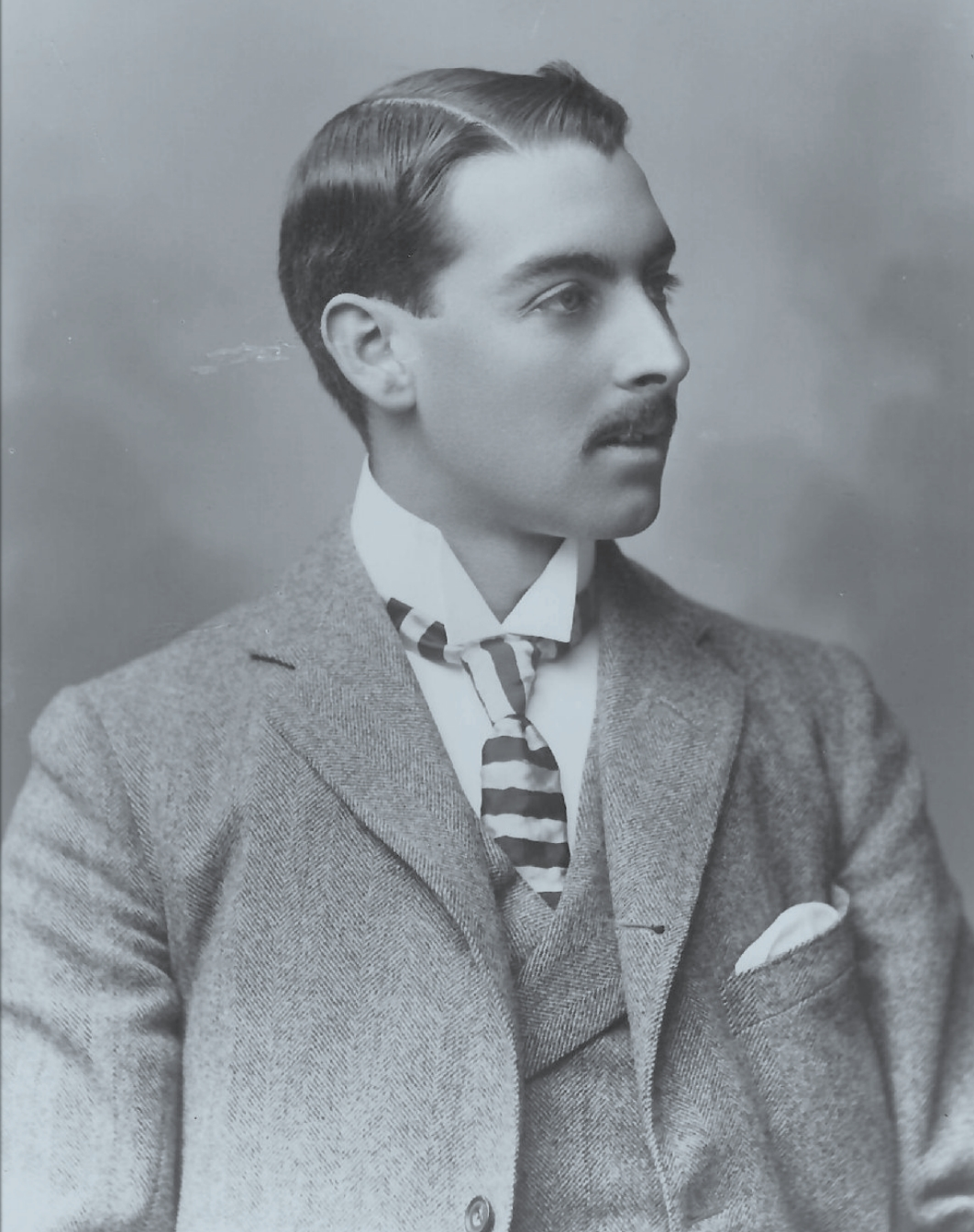
Mackay Hugh Baillie Scott

Mackay Hugh Baillie Scott (* 20. Oktober 1865 in Beards Hill, St. Peters nahe Ramsgate, Kent; † 10. Februar 1945 in Brighton) war ein englischer Architekt, Innenarchitekt und Entwerfer für das Kunsthandwerk. Seine Werke sind dem Arts and Crafts Movement zuzurechnen.
Baillie Scott wurde als ältestes von 14 Kindern geboren. 1893 zog seine Familie von der Isle of Man nach Douglas in ein Haus, welches Scott selbst gestaltet hatte.
1891 wurde Baillie Scott Kunstlehrer. Er machte sich selbständig, nachdem er jahrelang mit seinem Jugendfreund Fred Saunders zusammengearbeitet hatte. Er gestaltete bis zu seinem Tode zahlreiche Häuser, unter anderem Blackwell im nordenglischen Cumbria.
Gemeinsam mit Charles Rennie Mackintosh entwarf er Serienmöbel und -gebrauchsgegenstände für den Möbelfabrikanten Karl Schmidt-Hellerau. Die Künstler wurden anteilig am Umsatz beteiligt und ihre Namen wurden in den Produktkatalogen der Deutsche Werkstätten Hellerau angegeben, was beides zu jener Zeit ein Novum darstellte. 1903/1904 wurden ihre Arbeiten in der Ausstellung Heirat und Hausrat in Dresden gezeigt.

## Bauten
- Blackwell, Bowness-on-Windermere, England, 1898–1900
- Villa Waldbühl, Uzwil, Schweiz, 1909–1911